# Cytospora myricae-gales
Cytospora myricae-gales är en svampart som beskrevs av Bres. 1908. Cytospora myricae-gales ingår i släktet Cytospora och familjen Valsaceae.   Inga underarter finns listade i Catalogue of Life.